# Centrum Edukacji Kulturowej Na Żubardzkiej
Centrum Edukacji Kulturowej Na Żubardzkiej (wcześniej jako Bałucki Ośrodek Kultury) – dom kultury działający w Łodzi, wchodzi w skład Miejskiej Strefy Kultury.

## Historia i działalność
Bałucki Ośrodek Kultury powstał w 1958, jako Dzielnicowy Dom Kultury na Bałutach, filia Łódzkiego Domu Kultury. Początkowo mieścił się w pałacyku (dziś Urząd Stanu Cywilnego) przy ul. Zgierskiej 71. W 1963 przeniesiono go do lokalu przy ul. Żubardzkiej 3, a na początku lat 90. zmieniono nazwę na Bałucki Ośrodek Kultury. W skład dawnego domu kultury wchodziły 4 ośrodki: Centrum Animacji i Rewitalizacji Rondo przy ul. Limanowskiego 166, Centrum Twórczości Lutnia, Centrum Edukacji Kulturowej Na Żubardzkiej przy ul. Żubardzka 3 oraz (od 2018) Wyspa Kultury przy ul. Stawowej 28.
Placówka znajduje się na pierwszym piętrze budynku handlowo-usługowego, który stoi na placu, potocznie zwanym przez mieszkańców osiedla „Kwadratem”. Dzięki tej przestrzeni dom kultury często organizuje koncerty, happeningi czy wydarzenia teatralne.

### Działania cykliczne
Bałucki Ośrodek Kultury, a obecnie Centrum Edukacji Kulturowej Na Żubardzkiej kontynuuje, wiele wydarzeń kulturowych, m.in.:
- Festiwalu Kreatywności Młodych, w ramach którego odbywały się m.in. wydarzenia o wieloletniej już tradycji:
  - Ogólnopolski Festiwal Teatru Młodych „Dziatwa”[2]
  - Wystawa Rysunku i Malarstwa „Mój Teatr”
  - Wojewódzki Festiwal Muzyczny Dzieci i Młodzieży „Pięciolinia Marzeń”
  - Festiwal Teatrów Przedszkolnych im. Henryka Ryla[3][4]
  - Bałuckie Spotkania Recytatorów[5][6]
  - Warsztaty Taneczne „Opentaniec”
- Forum Animatorów Kultury
- Ogólnopolskiego Konkursu Plastycznego „Wakacje pod żaglami”[7]
- Przeglądu Twórczości Artystycznej Osób Niepełnosprawnych „Moja Sztuka –Moje Życie”
- Projektu „Lato z Kulturą”[8][9]
- Projektów z zakresu edukacji regionalnej
- Wydarzeń plenerowych: Bałucki Bigiel, Gra Miejska, Dzień Dziecka i inne.